# Hoplitis africana
Hoplitis africana är en biart som först beskrevs av Warncke 1990.  Hoplitis africana ingår i släktet gnagbin, och familjen buksamlarbin. Inga underarter finns listade i Catalogue of Life.